# Душан Поповић (ватерполиста)
Душан Поповић (15. јун 1970 — 18. новембар 2011) је био југословенски и српски ватерполиста и ватерполо тренер. За репрезентацију Југославије је одиграо 132 утакмице и постигао 117 голова. Освојио је златну медаље на Свјетском првенству у Перту 1991. и на Европском првенству у Атини 1998. Освојио је златну медаљу на ФИНА Купу 1989, сребро на ФИНА купу 1991. у Барселони, као и бронзану медаљу на СП у Перту 1998.
Поповић је поникао у Партизану, са којим је освојио две титуле првака, шест трофеја у националном купу, медитерански куп 1989, Куп купова 1990/91. и Супер куп Европе у истој сезони, са Посилипом две титуле првака Италије и Куп шампиона 1997. и 1998. године, а са Флоренцијом још један Куп купова 2000/01. По завршетку каријере бавио се тренерским послом прво у Флоренцији, а потом водећи млађе категорије Фиорентине.

## Клупски трофеји
- Евролига 1996/97. и 1997/98. -  Шампион са Посилипом.
- Куп победника купова 1990. - Победник са Партизаном
- Куп победника купова 2000/01. - Победник са Флоренцијом
- Суперкуп Европе 1990/91. - Победник са Партизаном.
- Медитерански куп 1989. - Победник са Партизаном
- Првенство СФР Југославије 1986/87. и 1987/88. -  Шампион са Партизаном
- Куп СФР Југославије 1986/87, 1987/88, 1989/90. и 1990/91. - Победник са Партизаном
- Куп СР Југославије 1991/92. и 1992/93. - Победник са Партизаном
- Првенство Италије 1994/95. и 1995/96. -  Шампион са Посилипом.